# Hispasat 30W-6
O Hispasat 30W-6, anteriormente conhecido como Hispasat 1F, é um satélite de comunicação geoestacionário espanhol que foi construído pela Space Systems/Loral (SS/L). Ele está localizado na posição orbital de 30 graus de longitude oeste e é operado pela Hispasat. O satélite foi baseado na plataforma SSL-1300 e sua expectativa de vida útil é de 15 anos.

## Lançamento
O satélite foi lançado com sucesso ao espaço em 6 de março de 2018, às 05:33 UTC, por meio de um veiculo Falcon 9 Full Thrust, que foi lançado a partir da Estação da Força Aérea de Cabo Canaveral, na Flórida, Estados Unidos, juntamente com o satélite PODSAT 1. Ele tinha uma massa de lançamento de 6.092 kg.

## Capacidade e cobertura
O Hispasat 30W-6 está equipado com 48 transponders em banda Ku, 6 em banda Ka e um em banda C. O satélite fornece serviços para Europa e América. O satélite substituiu os satélites Hispasat 1C e 30W-4.